# ギャラハー
ギャラハー・グループ（英語: Gallaher Group）とは、イギリスに本社を置く、大手多国籍タバコ会社である。かつてロンドン証券取引所に上場していて、FTSE100種総合株価指数の指数算出採用銘柄だったが、2007年4月日本たばこ産業(JT)が買収した。

## 歴史
1857年にトム・ギャラハーがアイルランドのデリーで事業を始めた。1896年にはベルファストで世界最大のタバコ工場を開設し、同年3月28日にタバコ、葉巻タバコ、紙巻タバコ、嗅ぎタバコ製造ビジネスの全てを進める目的で法人化した。
かつてはロンドンやダブリンで製造していたが、20世紀初期にベルファスト（紙巻タバコ）やウェールズ（葉巻タバコ）に製造拠点を移した。
2000年8月4日、ロシアの紙巻タバコのブランドであるリゲット・ドゥカットを買収した。2002年1月にはオーストリアのかつて国営企業だった最大手タバコ会社であるオーストリアタバコ社の100%株主になった。
2002年にアメリカ合衆国のタバコ会社であるレイノルズと合弁会社としてレイノルズ・ギャラハー・インターナショナルを設立し欧州連合のほとんどの国へタバコを製造販売したが、日本たばこ産業がギャラハーを買収したことに伴いこの合弁事業を2007年12月に終了した。
2007年9月にはカーディフにあるJRフリーマンズ工場を閉鎖し、全業務を2009年9月にバリーメナ工場に移転することを発表した。
2007年4月18日に行われたJTによるギャラハーの買収は当時の日本企業における過去最大の国外企業買収だった。またJTはウェイブリッジにあるギャラハーの本社機能をJTインターナショナル本社があるジュネーヴに移転する計画を発表した。

## 販売
ギャラハーの販売地域はイギリスやヨーロッパ中心だが、中央アジア、アフリカ、中東でもタバコを販売しており、イギリスのタバコ会社ではブリティッシュ・アメリカン・タバコ、インペリアル・ブランズに続く3番目の規模である。
販売ブランドにはベンソン&ヘッジス（ブリティッシュ・アメリカン・タバコ、フィリップモリス、日本たばこ産業も生産販売）、シルクカット、スターリング、メイフェア、クリスタル、ニル、クラブ、シニアサービス、ドス・マーマノス、ゴールドシール、アンバーリーフ、ソブラニー、ハムレットがある。
そしてジャルムブランドにはジャルム・スーパー、ジャルム・ブラック、ジャルム・コクラット、ジャルム76、ジャルム・イスティメワ、ジャルム・スペシャル、ジャルム・メンソール、ジャルム・バニラ、ジャルム・チェリー、LAライツ、マスタング、ミスターブラウン、エンビオ・マイルドがある。

## モータースポーツ
ギャラハーは、ジャガー・レーシングにシルクカットで、ジョーダン・グランプリにベンソン&ヘッジスでスポンサーとして参加している。

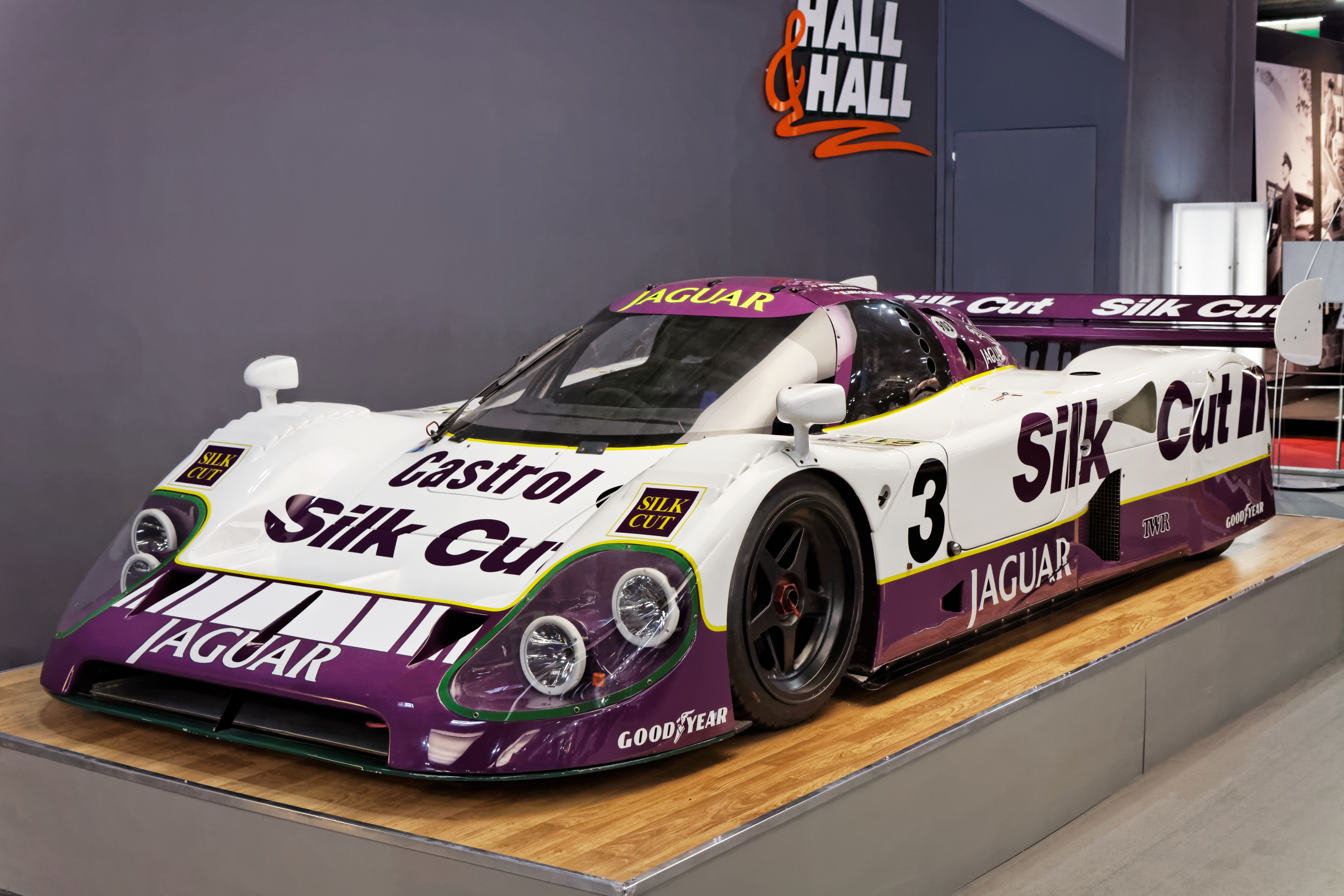
シルクカットカラーのジャガー・XJR-12
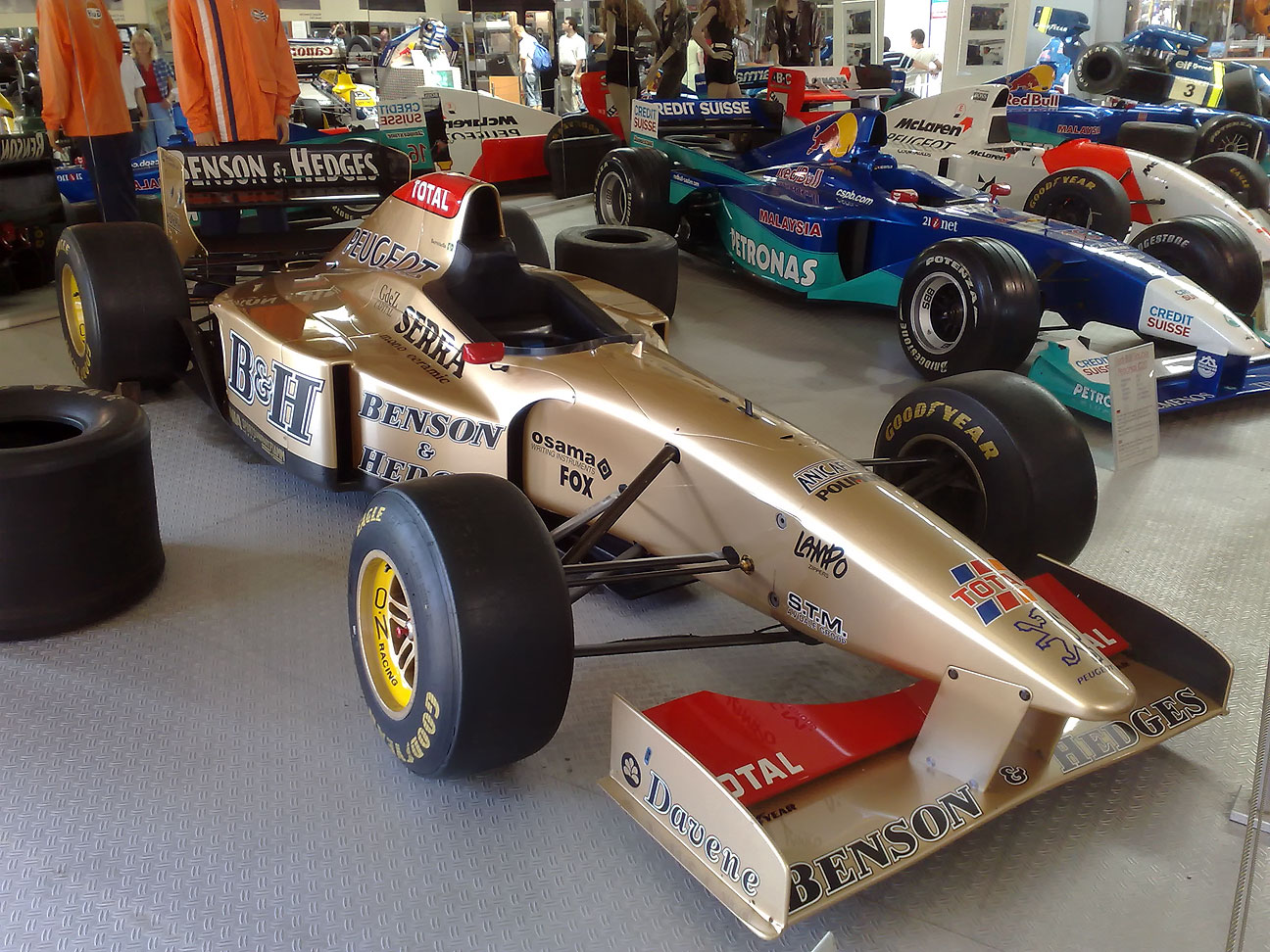
ベンソン&ヘッジスカラーのジョーダン・196

## ギャラリー

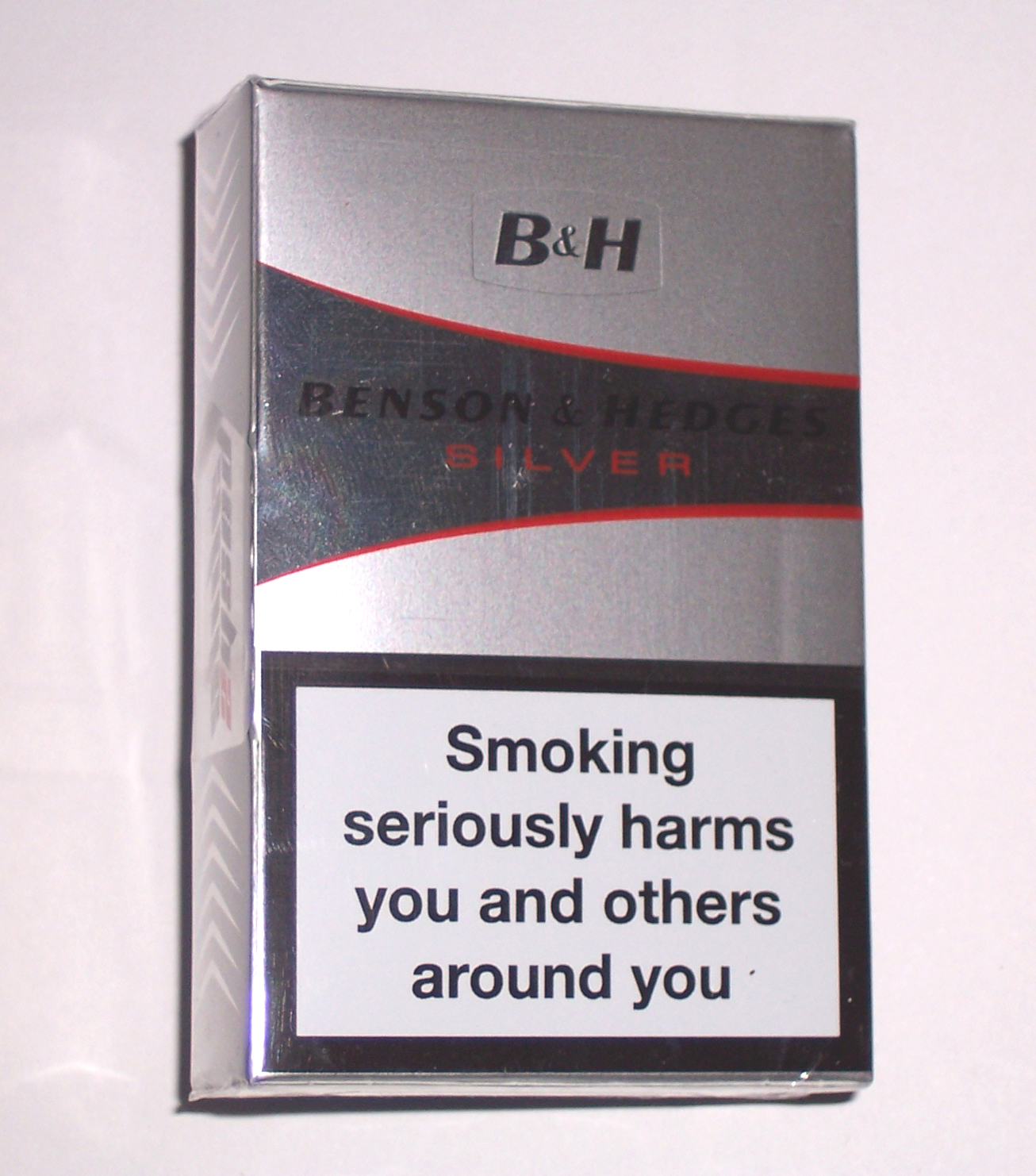
ベンソン&ヘッジス
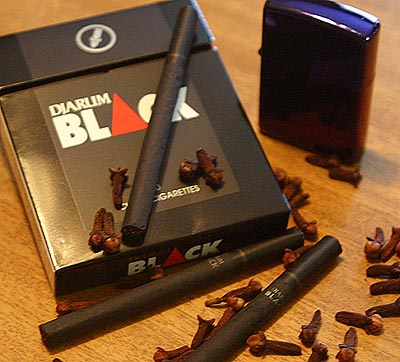
ジャルム・ブラック（英語版）